# Ян Мрвік
Ян Мрвік (Jan Mrvík, 29 березня 1939 — 27 травня 2023) — чехословацький академічний веслувальник.
Бронзовий призер Олімпійських Ігор 1964 року в складі вісімки.
Бронзовий призер Чемпіонату Європи 1963 року в складі вісімки.